# Gtkam
gtkam（ジーティーカム）は、LinuxオペレーティングシステムのGNOMEデスクトップ環境上で動作する画像管理ソフトウェアである。

## 概要
gtkam は、gPhotoのグラフィカルなフロントエンド。デジタルカメラとクライアントのUSB端子とを接続させるだけで、デジタルカメラ上の画像を閲覧したり、クライアント側へ画像の転送・保存を行うことを可能にするソフトウェアである。
GTK2を利用して作成されている。
これはGPLのもとで、自由に再配布が可能なソフトウェアである。